# Мазуркевич, Веслава
Веслава Мазуркевич (пол. Wiesława Mazurkiewicz, 25 марта 1926, Лодзь, Польша — 20 апреля 2021, Варшава, Польша) — польская актриса.

## Биография
В 1952 году окончила «Польскую современную театральную школу» в Лодзи. Её театральный дебют состоялся 7 июня 1951 года в Новом театре в Лодзи. Веслава Мазуркевич, после успешных театральных ролей в Лодзи (1951—1963), перешла на театральные сцены Варшавы (1963—1991). Она была награждена в 1979 году золотым крестом заслуг.

## Фильмография
Веслава Мазуркевич снялась в более пятидесяти кинофильмах (1954—2008), наиболее известные её роли:
- 1954 — Недалеко от Варшавы — буфетчица
- 1958 — Маленькие драмы — продавщица
- 1958 — Вольный город — Ковальская, жена начальника почты
- 1959 — Скандал из-за Баси — Каневская
- 1963 — Кодовое название «Нектар» — Эва Сенницкая, сестра Яцека
- 1966 — Фараон — королева Никотрис (номинация на премию «Оскар»)
- 1967 — Ставка больше, чем жизнь — майор Ханна Бозель
- 1967 — Зося — мать Зоси
- 1970 — Локис — мать Юлии
- 1970 — Гидрозагадка — цветочница
- 1974 — Потоп — тётка Кульвецувна (номинация на премию «Оскар»)
- 1978 — Роман и Магда — мать Романа
- 1986 — Предупреждения — судья Зембжуска (телесериал)
- 1994 — Поездка на восток — бабушка Якуба